# A Four Letter Word
A Four Letter Word è un film drammatico prodotto nel 2007 dagli Stati Uniti, diretto e scritto da Casper Andreas.

## Trama
(Luke)
Luke non sa cosa significhi l'amore, tranne quello per il sesso, il quale fa con tutti, anche con perfetti sconosciuti. Si definirebbe quasi compulsivo, come dice il suo amico Zake, il quale dedica la sua intera vita alla lotta per i diritti LGBT. Marilyn è una ex-tossicodipendente che lotta con tutte le forze per non ritornare nel ciclo dell'alcool. La proposta di matrimonio del suo capo di lavoro e libera dalla tentazione, ma quando Trisha, una sua amica, la bacia dichiarandole il suo amore, incomincia per lei una nuova fase che metterà in dubbio il suo stesso orientamento sessuale. Peter e Zake sono una coppia che si è da poco decisa a convivere in un appartamento. La convivenza non è bella come sembra, visto che ogni ragazzo dovrà accettare la parte più intima dell'altro. Quando nella vita di Luke entra Stephen, un uomo molto ambiguo, il mondo del ragazzo viene sconvolto. Ma Stephan nasconde molti segreti, tra cui il suo lavoro: fare l'escort. Allora, per Luke arriva il tempo di una decisione: rimanere con Stephan nonostante il suo lavoro, oppure ascoltare Zack e lasciare il ragazzo.